# Футбольный матч Уругвай — Бразилия (1950)
Футбо́льный матч Уругва́й — Брази́лия, также известный как Маракана́со (порт. Maracanaço) — матч финальной группы чемпионата мира по футболу 1950 года, прошедший 16 июля 1950 года на стадионе «Маракана». Матч формально не являлся финалом, поскольку турнир проходил не по олимпийской системе, как заключительные этапы всех остальных чемпионатов мира, а по круговой, однако фактически именно в этом матче определялась судьба чемпионского титула. Перед игрой Бразилия опережала команду Уругвая на одно очко, и поэтому бразильцев устраивала ничья, в то время как Уругваю нужна была только победа.
В первом тайме счёт не был открыт, несмотря на многочисленные бразильские атаки. В начале второго тайма бразилец Албино Фриаса открыл счёт, однако Хуан Скьяффино сравнял счёт, а за 11 минут до конца второго тайма победный гол для Уругвая забил Альсидес Гиджа. Уругвай выиграл со счётом 2:1 и завоевал свой второй и пока последний титул чемпионов мира, сотворив одну из самых громких сенсаций в истории футбола. Согласно воспоминаниям современников, этот матч стал настоящим потрясением и шоком для Бразилии. В истории футбола этот матч вошёл под названием «Мараканасо» (порт. Maracanaço, букв. «Агония Мараканы»).
По состоянию на 2022 год это второй и последний решающий матч чемпионата мира по футболу, участниками которого были две южноамериканские команды (первый был в 1930 году, тогда Уругвай победил Аргентину со счётом 4:2). Последний живший участник того матча — сам автор победного гола уругвайцев Альсидес Гиджа — скончался 16 июля 2015 года, спустя ровно 65 лет после финала.

## Турнирная ситуация
| Команда  | И | В | Н | П | ГЗ | ГП | О |
| -------- | - | - | - | - | -- | -- | - |
| Бразилия | 2 | 2 | 0 | 0 | 13 | 2  | 4 |
| Уругвай  | 2 | 1 | 1 | 0 | 5  | 4  | 3 |
| Испания  | 2 | 0 | 1 | 1 | 3  | 8  | 1 |
| Швеция   | 2 | 0 | 0 | 2 | 3  | 10 | 0 |

Формула проведения чемпионата мира 1950 года отличалась от других турниров: вместо стадии плей-офф проводился круговой турнир с участием четырёх команд-победителей групп предварительного этапа. В нём участвовали Бразилия (хозяйка турнира, обошла в своей группе команды Мексики, Югославии и Швейцарии), Уругвай (провёл всего один матч против Боливии и разгромно победил 8:0), Испания (обошла в своей группе команды Англии, Чили и США) и Швеция (обошла в своей группе действующих чемпионов мира из Италии и команду Парагвая).
Бразилия уверенно выиграла два своих матча в финальном этапе, разгромив Швецию 7:1 и Испанию 6:1, и набрала 4 очка, возглавив турнирную таблицу. На втором месте шёл Уругвай, который сумел спасти ничью в матче против Испании (2:2) и обыграть Швецию на последних минутах со счётом 3:2. Перед третьим туром только Бразилия и Уругвай могли претендовать на чемпионский титул, а Испания и Швеция боролись лишь за 3-е место в группе. Испанцам достаточно было сыграть вничью для обеспечения 3-го места, но Испания еще могла выйти на второе место в случае своей победы и одновременного поражения Уругвая от Бразилии. Для завоевания титула чемпионов мира бразильцам достаточно было сыграть вничью, в то время как Уругвай должен был побеждать Бразилию любой ценой. В связи с формулой турнира матч Бразилии и Уругвая не являлся финальной игрой де-юре, однако был таковой де-факто, поскольку только эти две команды могли претендовать на титул чемпионов мира.

## Подготовка к матчу

### Бразилия: преждевременное празднование чемпионства
Ещё до начала игры бразильская пресса и общественность начали безапелляционно утверждать о том, что Бразилия уже является чемпионом мира. В пользу того, что Бразилия обеспечит себе победу, говорили результаты предыдущих туров финального группового этапа: в матчах против Испании и Швеции бразильцы забили 13 раз и сокрушили обоих противников, пропустив всего дважды; уругвайцы отличились всего 5 раз, сумев сохранить ничью с Испанией и вырвав победу у Швеции только за 5 минут до конца второго тайма. Чемпионат Южной Америки 1949 года, в котором бразильцы одержали уверенную победу, был ещё одним аргументом в пользу победы бразильцев: хозяева чемпионата мира в 8 играх забили 46 голов, разгромив Эквадор 9:1, Боливию 10:1, Парагвай 7:0 и Уругвай 5:1. Вследствие этого бразильские болельщики делали ставки даже на то, что уругвайцы могут пропустить и 10 голов. Итальянская Gazzetta dello Sport считала ту сборную одним из лучших поколений в истории Бразилии, которая «совмещала в себе науку, искусство, балет и даже цирк», и отмечала Зизиньо как лидера этой команды.
Утром 16 июля 1950 года на улицах Рио-де-Жанейро начались народные гулянья и шествия с импровизированным карнавалом: тысячи жителей от детей и до стариков громко пели песни о грядущей победе, и ощущение эйфории витало в воздухе. Болельщики с шумом и песнями отправились на стадион «Маракана», где должен был пройти финальный матч — на игру были проданы 173 850 билетов, но по самым скромным подсчётам число зрителей составило 199 854 человека. Этот рекорд посещаемости попал в Книгу рекордов Гиннесса и не был побит до сих пор в связи с тем, что на современных стадионах отсутствуют стоячие места. Специально перед игрой Конфедерация футбола Бразилии приказала отчеканить 22 золотые медали с именем каждого бразильского футболиста — это был прецедент, поскольку ФИФА ранее не изготавливала никакие медали. Была написана победная песня «Brasil Os Vencedores», которую планировалось исполнить после финала. Поздравительную речь на португальском языке заготовил президент ФИФА Жюль Риме, а префект федерального округа Рио-де-Жанейро генерал Анджело Мендес де Мораис, который в своё время выдал разрешение на строительство стадиона и заложил первый камень в его основание 2 августа 1948 года, и вовсе заявил перед самым началом матча:

Вас, бразильцев, я считаю победителями чемпионата мира. Вы, игроки, через пару часов будете провозглашены ими на радость миллионов соотечественников. У вас нет соперников на всем земном шаре. Вы сильнее всех, и я приветствую вас как триумфаторов!

Но были в лагере бразильцев и те, кто не разделял эту эйфорию и предчувствовал надвигающуюся катастрофу. Глава делегации клуба «Сан-Паулу» Паулу Машаду де Карвалью на тренировке на стадионе «Сан-Жануарио» увидел, что игроки не столько тренируются, сколько общаются с журналистами, политиками и фотографами, которые твердили наперебой о своей сборной как о будущих чемпионах. Паулу призвал тренера бразильцев Флавио Коста задуматься об этом, поскольку бразильцы могли выйти на матч несобранными, но тренер его проигнорировал. Паулу сказал в итоге своему сыну Тута, который присутствовал рядом с ним, что Бразилию это до добра не доведёт. Коста перед матчем попросил игроков только об одном — не поддаваться на провокации уругвайцев. Команда Бразилии вышла на поле в 14:30 по местному времени.
Сохранившиеся кинематографические записи были невысокого качества, поэтому большая часть фактов известна благодаря записи радиоэфира. Игру комментировал для Национального радио Рио-де-Жанейро Антонио Кордейро.

### Уругвай: морально-физическая борьба против психологической атаки
Капитан уругвайской сборной Обдулио Варела был настроен на то, чтобы его сборная вырвала победу любой ценой. В день игры бразильская газета O Mundo выпустила номер с фотографией бразильской сборной и заголовком «Это чемпионы мира». Варела обратился к почётному консулу Уругвая в Бразилии Мануэлю Кабальеро с просьбой предоставить команде не менее 20 газетных номеров, после чего принёс их команде и раздал каждому со словами «Мои сожаления, сеньоры: вы уже проиграли». После этого Варела в своём гостиничном номере выбросил газету в унитаз, помочился и спустил воду, позже предложив игрокам поступить аналогичным образом. Аргументировал он это тем, что уругвайцы не будут сдаваться до игры, даже если им не суждено будет победить.
Уругвайский автобус ехал очень медленно на стадион, не разделяя весёлое настроение бразильцев. Команда уругвайцев выслушала речь своего тренера Хуана Лопеса Фонтаны, который призвал команду к спокойствию, дисциплине и уважению соперников, попросил команду играть от обороны в четыре защитника, чтобы сдержать бразильскую атаку, и «не омрачать спектакль», поскольку об уругвайцах в Бразилии часто нелестно высказывались. Однако когда Фонтана ушёл, капитан уругвайцев Обдулио Варела сам выступил с речью перед командой, в которой призвал её не бояться противника:

Хуансито — хороший человек, но сегодня он не прав. Если мы будем играть от обороны, наша судьба не будет отличаться от той, которая постигла Швецию и Испанию, Парни, неудачники не играют. Выходите спокойно, не смотрите вверх. Ни в коем случае не обращайте внимания на трибуны… ВСТРЕЧА ПРОЙДЁТ ВНИЗУ. Их одиннадцать, и нас одиннадцать. В этом матче можно выиграть с помощью шипов бутс. Да начнётся игра.
Оригинальный текст (исп.)Juancito es un buen hombre, pero ahora se equivoca. Si salimos a defendernos, nuestro destino no será distinto al de Suecia y España. Muchachos, los de afuera son de palo, Salgan tranquilos, no miren para arriba. Nunca miren a la tribuna… EL PARTIDO SE JUEGA ABAJO. Ellos son once y nosotros también. Este partido se gana con los huevos en la punta de los botines. Que comience la función.

Сборная Уругвая появилась на поле чуть позже, чем бразильская команда. Фоторепортёры снимали только хозяев турнира, однако Обдулио Варела нелестно выразился в адрес бразильцев и потребовал от уругвайцев перестать снимать хозяев поля, пообещав, что «чарруас» выиграют этот матч. Для уругвайского радио встречу комментировал Карлос Соле.

## Игра

### Первый тайм
Перед игрой были исполнены три гимна — гимн Англии, чей судья Джордж Ридер был главным арбитром, гимн Уругвая и гимн Бразилии. По жребию право выбора ворот досталось уругвайцам, и капитан Обдулио Варела по своему выбору в первом тайме выбрал те ворота для Уругвая, которые бразильцы обычно защищали, а не атаковали. Встреча началась в 14:55 по местному времени, бразильцы потратили на первую атаку не более полминуты, но вратарь Роке Масполи нейтрализовал ситуацию. Всего бразильцы провели 16 острых атак, но в одних случаях уверенно сыграл Масполи, в других бразильцев подвела точность удара.
Уругвай отбивался с помощью оборонительной тактики, убивая время перепасовкой на своей половине поля и контратаками. Всего уругвайцы провели 6 атак (из них две острые) и не подали угловых. Редким неигровым моментом стала 28-я минута, когда Варела получил удар кулаком в лицо от Бигоде. Команды ушли на перерыв при нулевой ничьей, которая была на руку бразильцам.

### Второй тайм
После возобновления встречи прошла 81 секунда, когда бразильцы открыли счёт. Зизиньо, перехватив мяч, передал его Адемиру, а перед штрафной он отдал пас на Фриаса, который вошёл в штрафную и поразил ворота Роке Масполи, пробив низом. После ликования бразильских трибун капитан уругвайцев медленно вытащил мяч из сетки и пошёл к боковому арбитру Артуру Эллису, начав ему объяснять, что был офсайд. Позже он пошёл к Джорджу Ридеру и в течение 73 секунд пытался ему объяснить то же самое — Варела не говорил по-английски, а Ридер не понимал по-испански, вследствие чего обоим понадобился переводчик.
Варела не переубедил судью, что был офсайд, однако после игры он объяснил, что просто хотел сбить игровой порыв бразильцев и вывести их из себя — по словам Варелы, ему это удалось, поскольку они стали нецензурно выражаться в его адрес. Перед розыгрышем мяча с центра поля Варела призвал команду идти вперёд и уже в оставшиеся 40 минут продолжал раздавать команды. После этого уругвайцы заиграли более быстро и ускорили нападающих — Альсидес Гиджа активизировался, начав продавливать своего бразильского визави Бигоде, и у бразильского тренерского штаба на этот случай не было резервного плана. На 66-й минуте Обдулио Варела получил передачу от Хулио Переса и отправил Гиджа в прорыв: тот прошёл почти до лицевой линии. По диагонали с позиции 10-го номера устремился Хуан Альберто Скьяффино, который после прострела пробил правой ногой мощно и точно под перекладину. Команда сравняла счёт, а Варела позвал команду с криками «Больше духа, больше духа!», тряся свою футболку.
После гола уругвайцев стадион погрузился в тишину, которую отмечал президент Бразильской конфедерации футбола Ривадавия Коррея Майер, говоря, что слышно было разве что полёт комара, свистки судьи и крики Обдулио Варелы. Бразильцы утратили преимущество, а Гиджа попросту выключил из игры Бигоде. После двух угловых ситуация над бразильскими воротами накалилась до предела — и на 79-й минуте, в 16:38 по местному времени произошла решающая комбинация. Альсидес Гиджа перешёл середину поля и сыграл «в стенку» с Хулио Пересом, после чего направился к лицевой, не дав центральному защитнику Аугусто подстраховать совершившего ещё одну позиционную ошибку Бигоде. Вратарь Барбоза ожидал, что Гиджа совершит ещё один прострел, но неожиданно Гиджа пробил по воротам. Барбоса не выручил, и в бразильские ворота залетел второй мяч. Зрители на трибунах буквально замолчали. Позже Гиджа с гордостью говорил: «Только три персоны заставляли хранить молчание „Маракану“, заполненную 200 тысячами лиц, — Фрэнк Синатра, папа Иоанн Павел II и я».
По свидетельствам игроков, на стадионе царила тишина после второго гола уругвайцев, которые больше в атаку не уходили. Трижды Масполи вступал в игру, отражая удары бразильцев, пять раз бразильцы подавали угловой. На последней минуте Фриаса подал пятый, последний угловой, но уругвайцы отбились, а в 16:50 судья дал финальный свисток, зафиксировав итоговый результат в пользу Уругвая со счётом 2:1 — победу «чарруас» в решающем матче чемпионата мира, который игрался не по правилам системы на выбывание.

### Краткий отчёт
| Уругвай                   | 2:1 (0:0) | Бразилия   |
| ------------------------- | --------- | ---------- |
| Скьяффино 66′ · Гиджа 79′ | Отчёт     | Фриаса 47′ |

| Уругвай | Бразилия |

| Уругвай:           |    |                         |
|                    |    |                         |
| В                  | 1  | Роке Масполи            |
| З                  | 2  | Матиас Гонсалес         |
| З                  | 3  | Эусебио Техера          |
| З                  | 4  | Шуберт Гамбетта         |
| П                  | 5  | Обдулио Варела (к)      |
| П                  | 6  | Виктор Родригес Андраде |
| Н                  | 8  | Хулио Перес             |
| Н                  | 10 | Хуан Скьяффино          |
| Н                  | 7  | Альсидес Гиджа          |
| Н                  | 9  | Оскар Мигес             |
| Н                  | 11 | Рубен Моран             |
| Тренер:            |    |                         |
| Хуан Лопес Фонтана |    |                         |

| Бразилия:    |    |                   |
|              |    |                   |
| В            | 1  | Моасир Барбоза    |
| З            | 2  | Аугусто (к)       |
| З            | 3  | Жувенал           |
| З            | 6  | Бигоде            |
| П            | 4  | Жозе Карлос Бауэр |
| П            | 5  | Данило Алвим      |
| Н            | 8  | Зизиньо           |
| Н            | 10 | Жаир              |
| Н            | 7  | Албино Фриаса     |
| Н            | 9  | Адемир            |
| Н            | 11 | Шико              |
| Тренер:      |    |                   |
| Флавио Коста |    |                   |

| Боковые судьи: Артур Эллис Джордж Митчелл |

## Последствия
| Команда  | И | В | Н | П | ГЗ | ГП | О |
| -------- | - | - | - | - | -- | -- | - |
| Уругвай  | 3 | 2 | 1 | 0 | 7  | 5  | 5 |
| Бразилия | 3 | 2 | 0 | 1 | 14 | 4  | 4 |
| Швеция   | 3 | 1 | 0 | 2 | 6  | 11 | 2 |
| Испания  | 3 | 0 | 1 | 2 | 4  | 11 | 1 |

### Бразильский шок
Многочисленные свидетельства доказывают, что со стадиона люди уходили в слезах, будучи подавленными и шокированными проигрышем, если не считать уругвайских болельщиков и их команду, отмечавших победу. Официальные лица сборной Бразилии покинули поле, оставив Жюля Риме одного с Кубком мира в руках, который был потрясён случившимся не менее, чем бразильцы. В своих воспоминаниях он писал:

Никаких празднеств, речей, гимнов, построений, завершающих церемоний не было. Всё было забыто. Я стоял, сжимаемый толпой со всех сторон и держа в руке кубок. На моё счастье капитан уругвайцев Варела находился совсем рядом со мной, и я торопливо, как бы украдкой, пожал его тяжёлую мускулистую руку и вручил трофей, не сумев при этом выдавить из себя ни слова. Всё было предусмотрено, только не триумф Уругвая.

В Бразилии многие газеты отказались признавать тот факт, что их сборная проиграла, а известнейший радиожурналист Ари Баррозо уволился. Среди потрясённых болельщиков были зафиксированы несколько случаев самоубийства после матча. 22 золотые медали были уничтожены и больше не изготавливались, а песню «Brasil Os Vencedores» никогда не исполняли. Все праздничные мероприятия были отменены. Виновниками объявили почти весь состав с тренером, а Флавио Коста был тотчас уволен. После матча он вспоминал:

У уругвайцев было хорошее нападение, но защита состояла из ветеранов. Она не могла выдержать нашего нападения. Мы легко забили первый гол. После чего на трибунах появились белые носовые платки, отправляющие домой уругвайцев. Но когда Уругвай забил свой первый гол, тишина опустилась на «Маракану». Наши игроки испугались её. Они трусы. Когда забивался второй гол, уже не было команды. Защитник Жувенал, который должен был опекать Гиджу, даже ничего не сделал. Остальное вы знаете. После 1950 года многие поколения ненавидели меня.

Из сборной были изгнаны многие игроки: так, её капитан Аугусто, Жувенал, Бигоде и Чику больше не вызывались в сборную никогда, а вратарю Барбозе припоминали матч до конца жизни, запретив ему в 1993 году комментировать одну из игр сборной. Барбоза писал о матче, что игра была схожа с подготовкой к коронации короля, который неожиданно скончался. Только два игрока, которые не вышли на поле ни в одной из встреч — Нилтон Сантуш и Карлуш Жозе Кастилью — сумели попасть в составы сборной 1958 и 1962 годов, которые добились заветных побед. Сантуш получил сразу обе медали, поскольку играл в обоих финалах, а вот Кастилью только посмертно в 2007 году был отмечен золотой медалью. Зизиньо продолжил играть в дальнейшем, но в заявку сборной на чемпионаты мира больше не попадал. Об игре он говорил, что если бы матч прошёл в любой другой день или другой час, то Бразилия бы одержала разгромную победу. Похожую мысль высказывал капитан уругвайцев Обдулио Варела, утверждая, что если бы матч переиграли сто раз, уругвайцы бы проиграли все сто раз, но при этом боролись до последнего момента в каждом матче.
Бразильцы приняли решение изменить цвета формы своей сборной, решив, что старые цвета были непатриотичными и не приносили удачу. В 1953 году газетой Correio da Manhã был проведён конкурс на новую форму с требованием включить цвета бразильского флага. Альди Гарсия Шлее выиграл конкурс: старая белая домашняя форма с небольшой синей полоской вокруг шеи была сменена на жёлтую футболку с зелёной полоской и синие трусы. В комплекте с белыми гетрами эту форму бразильцы надели в марте 1954 года на матч с Чили, и с тех пор этот комплект является основным в бразильской сборной. Выездная форма осталась сине-белой — именно в ней бразильцы вышли на финал 1958 года против Швеции.
Несмотря на выигранные в последующие годы пять чемпионатов мира, для бразильцев поражение от Уругвая в 1950 году до сих пор остаётся болезненной темой для обсуждения. Сам матч принято считать одной из наиболее известных игр чемпионатов мира за всю историю их проведения.

### Призрак 1950 года
За соперничеством сборных Бразилии и Уругвая укрепилось с тех пор одно из названий — «призрак 1950 года» (порт. Fantasma de 50), поскольку каждый раз бразильцы, играя на «Маракане» с Уругваем, искренне боялись пережить поражение ещё раз. Так, в 1993 году между сборной Бразилии и Уругвая решающий матч за выход на чемпионат мира 1994 года прошёл как раз на «Маракане», а бразильцам нужно было выигрывать любой ценой. Ромарио забил дважды в том матче и принёс бразильцам победу — хотя его не замечали и не брали на предыдущие встречи, после этого Ромарио фактически обеспечил себе место в сборной и через год завоевал чемпионский титул.
Домашний чемпионат мира 2014 года вызывал у бразильцев много опасений, поскольку они, как и всегда, ждали от своей сборной только победы, а после выхода уругвайцев на чемпионат мира беспокойство усилилось. Сами уругвайцы не стеснялись припоминать бразильцам каждый раз это событие и лишний раз мотивировали свою сборную перед каждой очной встречей с «пентакампеонами». Но на том турнире в полуфинале бразильцы пережили ещё один шок: они были разгромлены Германией 7:1 на стадионе «Минейран» в Белу-Оризонти, и по аналогии с матчем 1950 года эта игра получила прозвище «Минейрасо». Бразильские болельщики были потрясены и обескуражены случившимся не меньше, однако дочь вратаря Барбосы сказала, что поражение от Германии оказалось достаточным, чтобы искупить вину её отца. Альсидес Гиджа же после полуфинала утверждал, что отождествлять последствия разгрома от Германии и минимального поражения от Уругвая бразильцам нет смысла, поскольку в 1950 году на кону стояло гораздо больше, чем в 2014 году.

## В культуре
- В бразильской культуре поражение от Уругвая стало синонимом отчаяния и крушения надежд. Так, антрополог Роберту Даматта[англ.] писал, что эта игра стала крупнейшей трагедией в современной истории Бразилии, поскольку в ходе поиска национальной идеи Бразилии в итоге чувство одиночества возобладало над идеей коллективизма. В книге «Анатомия одного поражения» Паулу Пердиган назвал игру «Ватерлоо в тропиках» и «падением Богов»[2], а драматург Нелсон Фернандеш и вовсе окрестил матч «бразильской Хиросимой»[32].
- Писатель Карлос Эктор Кони, основываясь на хронологической записи матча, стал автором высказывания: «Как верить после разных описаний гола Гиджа в то, что полдюжины апостолов видели воскрешение Христа в темноте и одиночестве?» По его словам, после этого матча он разуверился в религии, поскольку не было найдено двух абсолютно точных и одинаковых описаний гола Гиджа[2].
- Аргентинский футболист Хорхе Вальдано в книге «Футбол как образ жизни: Быль и анекдоты» посвятил целую главу матчу Уругвая и Бразилии, отметив, что без Варелы в той встрече уругвайцы бы потерпели поражение[2].
- События этого матча были отражены в короткометражном фильме «Барбоза[порт.]» 1988 года (режиссёр Ана Луиза Азеведу[порт.])[33] и полнометражном фильме «Лига мечты» 2014 года (режиссёр Фредерик Обюртен).